# カリフォルニア (レッド・ツェッペリンの曲)
「カリフォルニア」 (Going to California) は、イギリスのロックグループ、レッド・ツェッペリンの楽曲。1971年、彼らの第4作アルバム『レッド・ツェッペリン IV』のB面3曲目に収められて発表された。作詞作曲はジミー・ペイジとロバート・プラント。レコードでの演奏時間は約3分30秒。

## 概要
プラントが、ジョニ・ミッチェルへの讃歌として作った、フォークソング風の曲。アコースティック・ギターのアルペジオと、ジョン・ポール・ジョーンズが奏でるマンドリンのオブリガートとが相まって、レッド・ツェッペリンのカタログ中、一際情感豊かな雰囲気を醸し出すナンバーである。
歌詞の中にカリフォルニアの地震に言及した箇所があるが、ペイジが『レッド・ツェッペリン IV』のミックスダウンのために、ピーター・グラント、アンディ・ジョーンズ（レコーディング・エンジニア）と共にロサンゼルスを訪問した際、本当に地震に見舞われたというエピソードがある。

## ステージ・パフォーマンス
1971年春のイギリスツアーでお披露目され、以後、アコースティックセットが用意された公演では常に演奏された。レッド・ツェッペリン解散後、プラントのソロ・ツアーでもしばしば演奏されている。